# Rubus niveus
Rubus niveus är en rosväxtart som beskrevs av Carl Peter Thunberg. Rubus niveus ingår i släktet rubusar, och familjen rosväxter. Inga underarter finns listade i Catalogue of Life.

## Bildgalleri

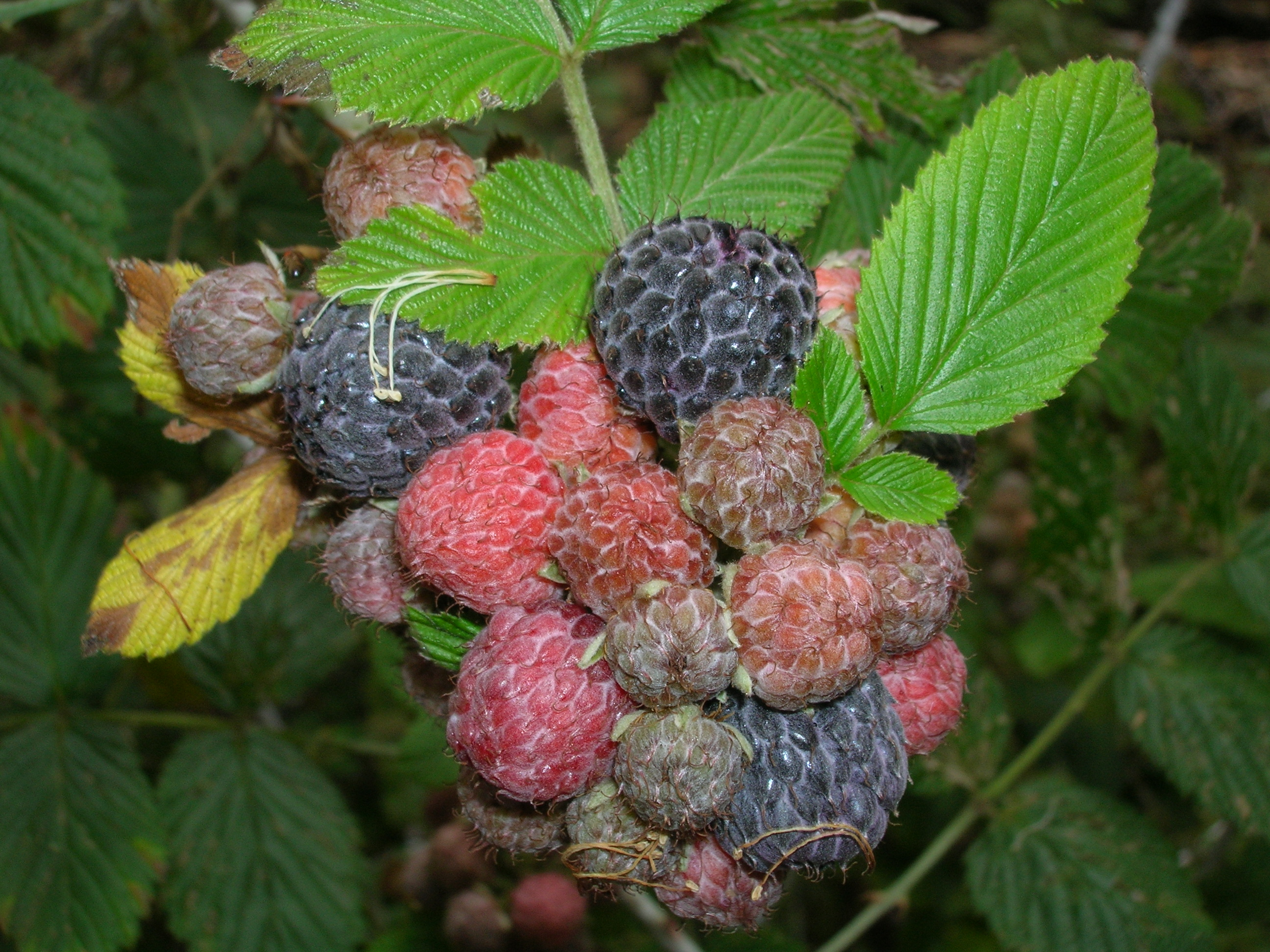
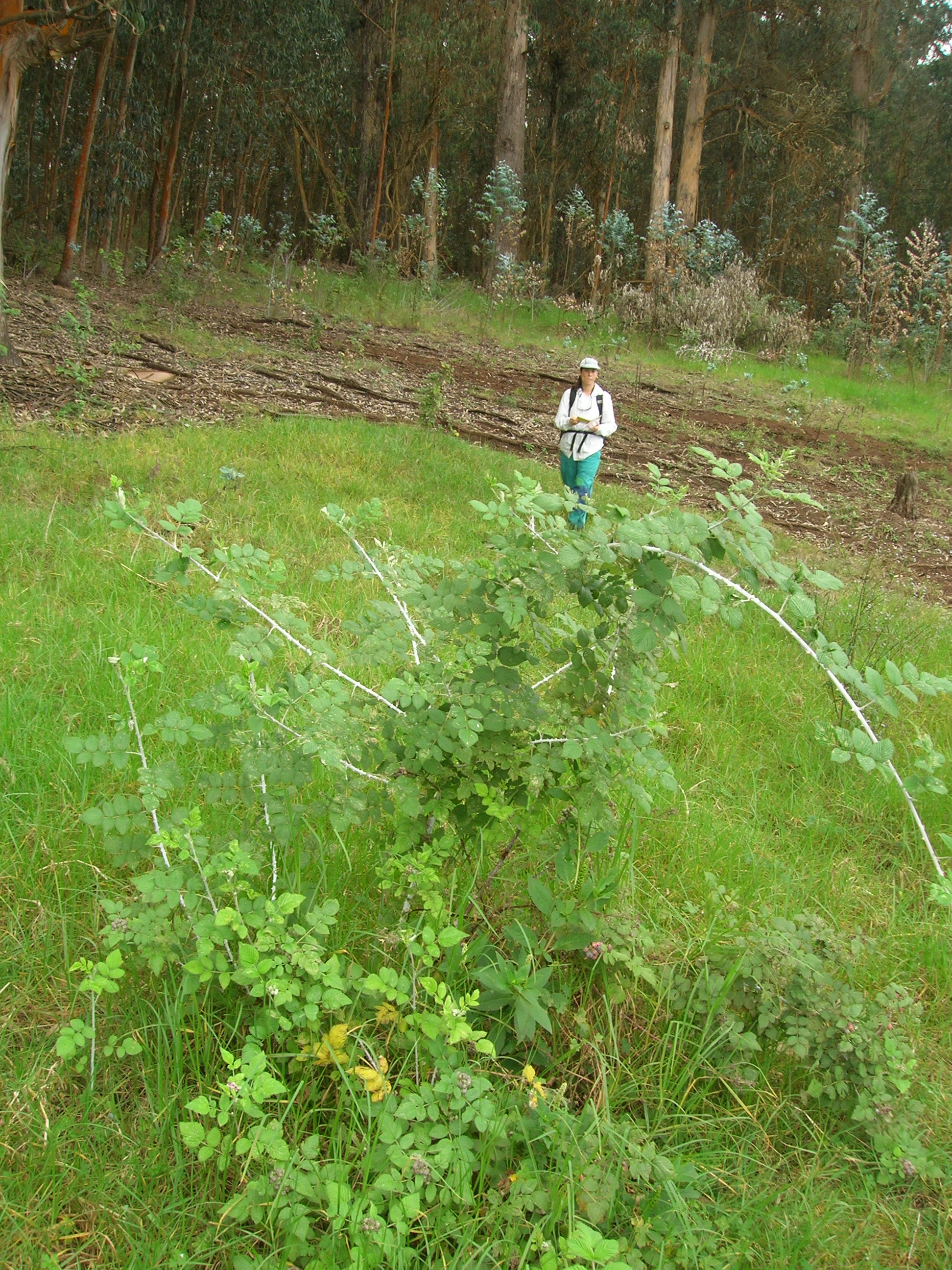